# Класс QMA
В теории сложности, QMA (от англ. Quantum Merlin Arthur) — это квантовый аналог NP в классической теории сложности и аналог MA в вероятностной. Он связан с BQP также, как NP связан с P, или MA связан с BPP.
Неформально — это множество языков для принадлежности к которым есть полиномиальное квантовое доказательство, принимаемое полиномиальным по времени квантовым алгоритмом с высокой вероятностью.

## Определение
Язык L принадлежит {\displaystyle {\mbox{QMA}}(c,s)} если существует полиномиальный по времени квантовый алгоритм V и многочлен p(x) такой, что:
- {\displaystyle \forall x\in L}, существует квантовое состояние {\displaystyle |\psi \rangle } такое, что вероятность того, что V примет {\displaystyle (|x\rangle ,|\psi \rangle )} больше чем {\displaystyle c}.
- {\displaystyle \forall x\notin L}, для любого квантового состояния {\displaystyle |\psi \rangle }, вероятность того, что V примет {\displaystyle (|x\rangle ,|\psi \rangle )} меньше чем {\displaystyle s}.

где {\displaystyle |\psi \rangle } квантовое состояние с p(x) кубитами.
Класс {\displaystyle {\mbox{QMA}}} определим как класс равный {\displaystyle {\mbox{QMA}}({2}/{3},1/3)}. На самом деле константы не важны и класс не изменится, если {\displaystyle c} и {\displaystyle s} произвольные константы такие, что {\displaystyle c} больше {\displaystyle s}. Также для любых многочленов {\displaystyle q(n)} и {\displaystyle r(n)}, верно
{\displaystyle {\mbox{QMA}}\left({\frac {2}{3}},{\frac {1}{3}}\right)={\mbox{QMA}}\left({\frac {1}{2}}+{\frac {1}{q(n)}},{\frac {1}{2}}-{\frac {1}{q(n)}}\right)={\mbox{QMA}}(1-2^{-r(n)},2^{-r(n)})}.

## Связанные классы
{\displaystyle {\mbox{QCMA}}} (или {\displaystyle {\mbox{MQA}}}) название читается как квантовый классический Мерлин Артур (или Мерлин Квантовый Артур), является аналогом QMA, но доказательство (присылаемое Мерлином) должно быть обычной строкой. Неизвестно совпадают ли QMA и QCMA.
{\displaystyle {\mbox{QIP}}(k)} — это класс языков распознаваемых квантовыми интерактивными протоколами с полиномиальным временем и k раундами, является обобщением QMA в котором разрешается передавать не одно сообщение, а k. Из определения следует, что QMA совпадает с QIP(1).
Про QIP(2) известно, что он содержится в PSPACE.
{\displaystyle {\mbox{QIP}}} — это класс языков из QIP(k), где k разрешается быть полиномиальным от числа кубит.
Известно, что QIP(3) = QIP. Так же известно, что QIP = IP.
{\displaystyle {\mbox{QMA}}_{1}} — это класс языков принимаемых квантовым протоколами Мерлин Артур с идеальной полнотой.

## Отношения с другими классами
Про QMA известно, что
{\displaystyle {\mbox{P}}\subseteq {\mbox{NP}}\subseteq {\mbox{MA}}\subseteq {\mbox{QCMA}}\subseteq {\mbox{QMA}}\subseteq {\mbox{PP}}\subseteq {\mbox{PSPACE}}}
Первое вложение следует из определения NP. Следующие два включения верны из-за того, что верифаеры становятся более сильными. Утверждение о том, что QMA содержится в PP был доказан Алексеем Китаевым и Джоном Ватрусом. PP также содержится в PSPACE.
Неизвестно какие из этих включений строгие.